# 象明彝族乡
象明彝族乡是中华人民共和国云南省西双版纳傣族自治州勐腊县下辖的一个民族乡。

## 行政区划
象明彝族乡下辖以下村级行政区划单位：
倚邦村、安乐村、曼林村、曼庄村和龙谷村。